# 格里索勒
格里索勒（法語：Grisolles，法語發音：[ɡʁizɔl]）是法国奥克西塔尼大区塔恩-加龙省的一个市镇，属于蒙托邦区。

## 地理
格里索勒（43°49'41"N, 1°17'45"E）面积17.6 平方千米，位于法国奧克西塔尼大區塔恩-加龙省，该省份为法国西南部内陆省份，北起顺时针与洛特省、阿韦龙省、塔恩省、上加龙省、热尔省和洛特-加龙省接壤。
与格里索勒接壤的市镇（或旧市镇、城区）包括：迪约庞塔勒、卡斯泰尔诺-代斯特雷特丰、弗龙通、格勒纳德、翁德、欧康维尔、卡纳勒、蓬皮尼昂、加龙河畔凡尔登。

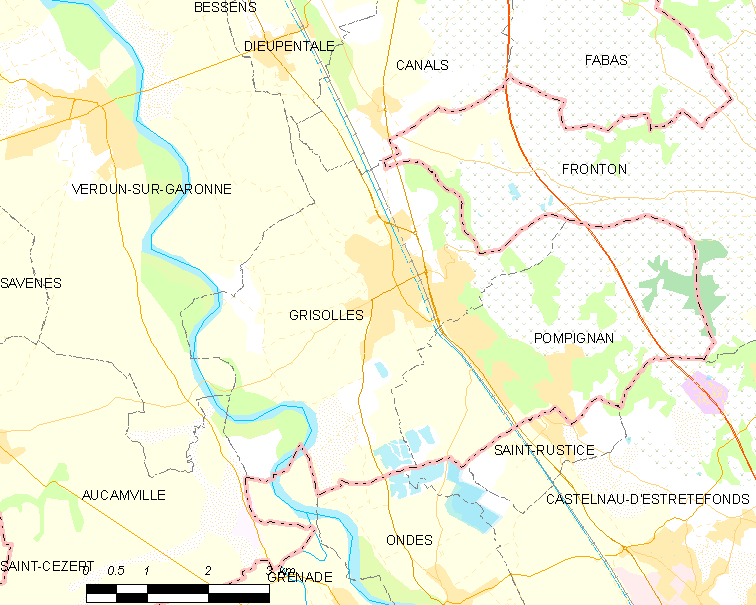
格里索勒的OSM定位图

格里索勒的时区为UTC+01:00、UTC+02:00（夏令时）。

## 图集

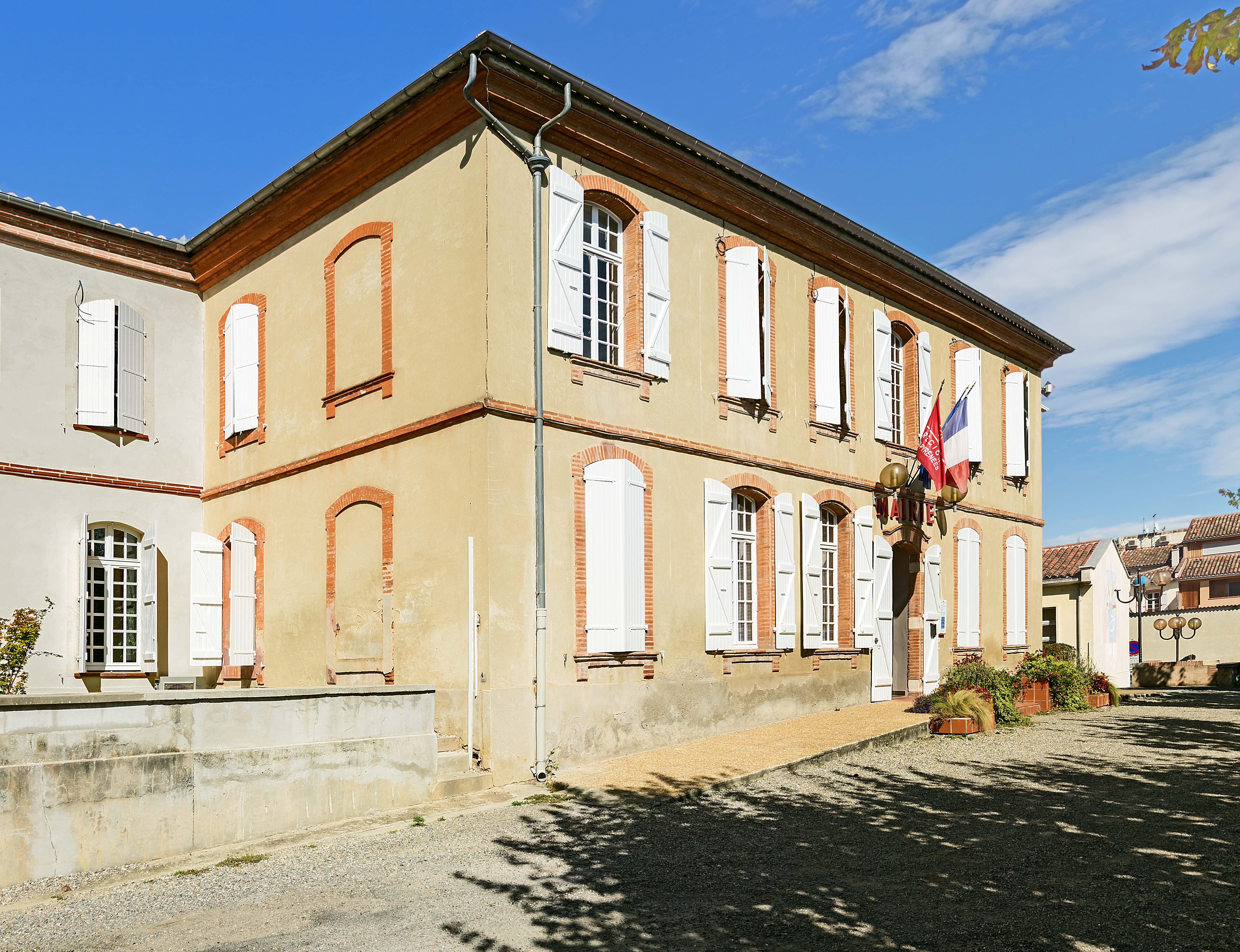
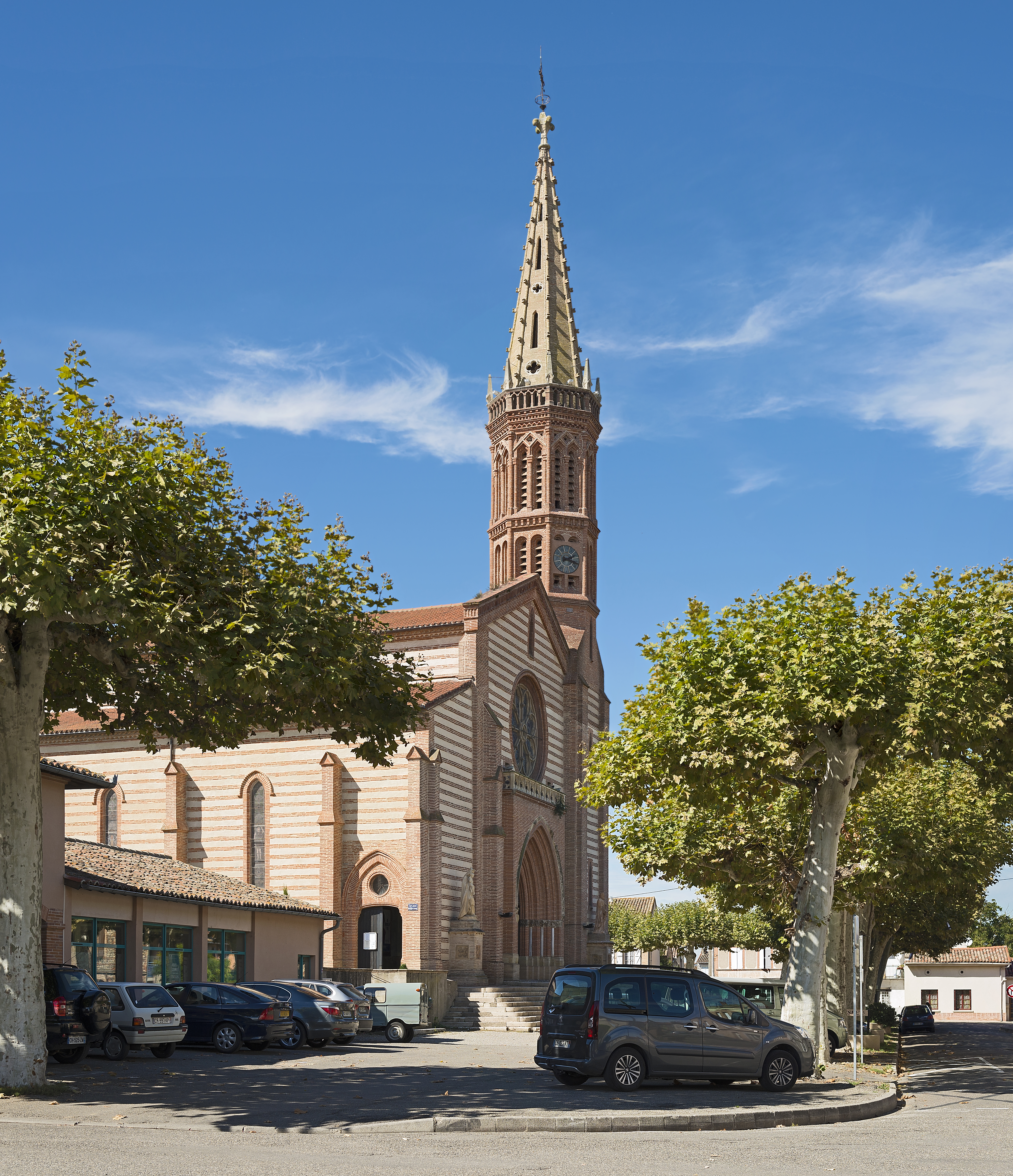
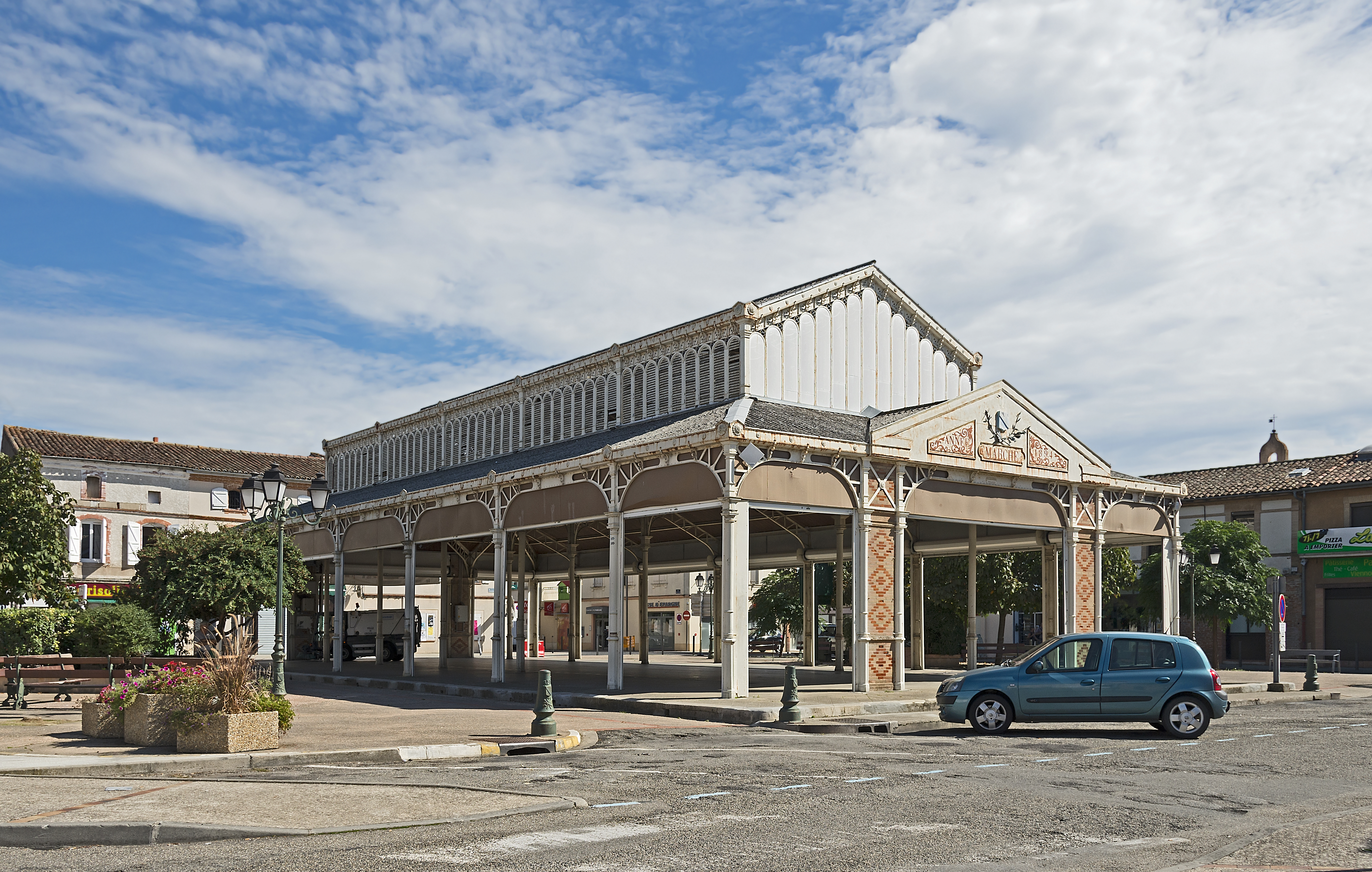
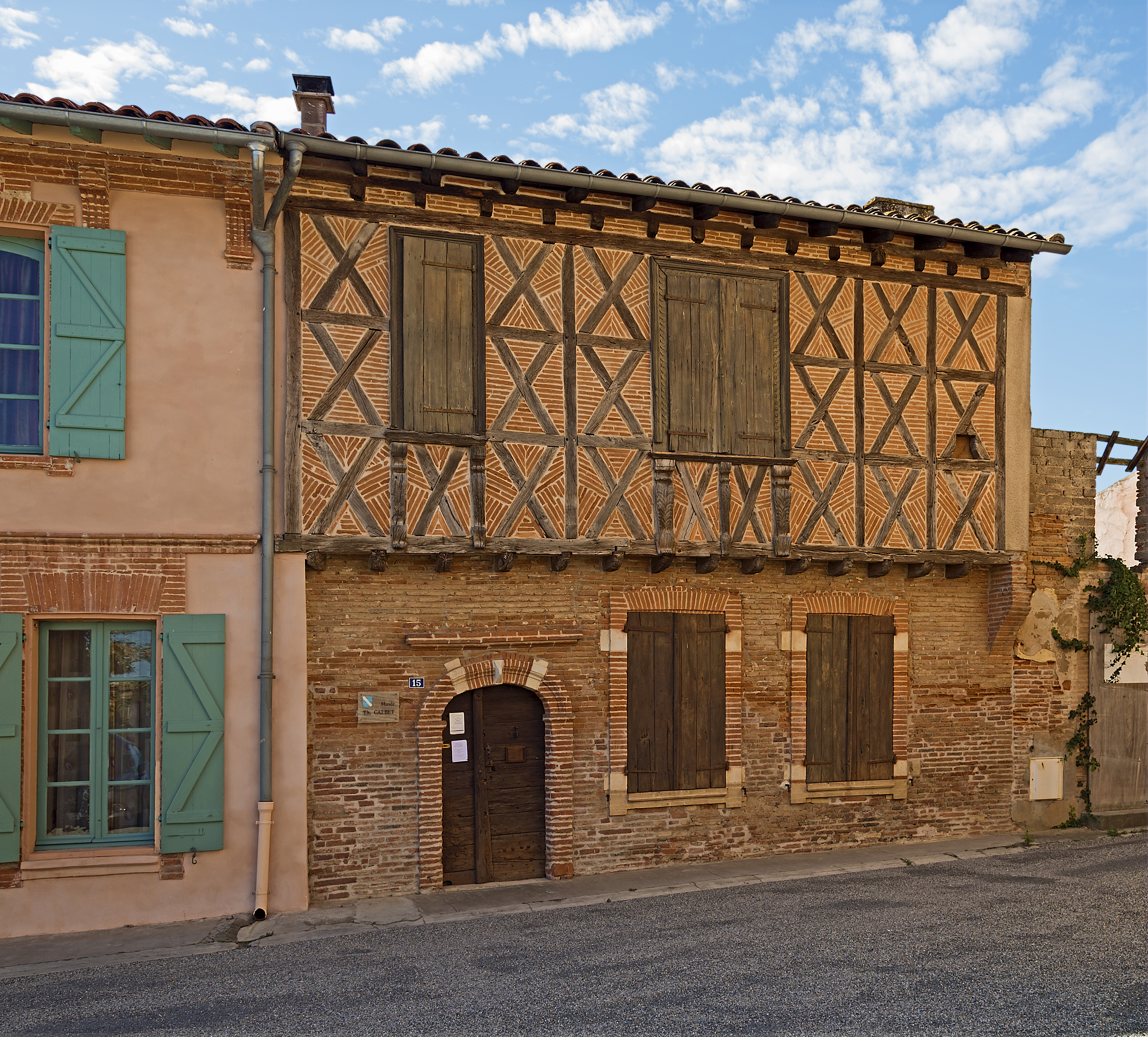

## 行政
格里索勒的邮政编码为82170，INSEE市镇编码为82075。

## 政治
格里索勒所属的省级选区为加龙河畔凡尔登县。

## 人口

1962-2008年间格里索勒人口变化图示

格里索勒于2022年1月1日时的人口数量为4206人。